# عبدالحسین حجازی

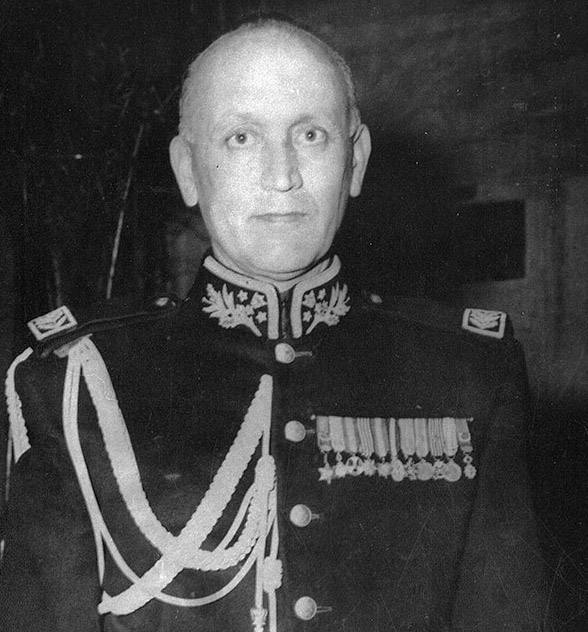
ارتشبد عبدالحسین حجازی در سال ۱۳۳۹

عبدالحسین حجازی (زاده ۱۲۸۳ در تهران – درگذشته ۱۳۴۸ در تهران)  ارتشبد نیروی زمینی شاهنشاهی ، رییس شهربانی ، فرمانده  نیروی زمینی شاهنشاهی از ۱۳۳۷ تا ۱۳۳۹  و از ۲۴ اسفند ۱۳۳۹ تا ۱۳۴۴ ریاست ستاد بزرگ‌ارتشتاران بود.

## تحصیلات
حجازی از دومین دوره دانشکده افسری در سال ۱۳۰۲ فارغ‌التحصیل شد و دوره عالی نظامی را در مدرسه نظامی سن-سیر و دانشگاه جنگ فرانسه گذراند.

## خدمت
حجازی در ابتدا خدمت خود را از ژاندارمری آغاز کرد و سپس به ارتش ملحق شد. او پس از شهریور ۱۳۲۰ مراتب پیشرفت را در ارتش طی کرده و به مناصبی مانند: فرماندهی لشکر خوزستان - فرماندهی لشکر کرمان- فرمانداری نظامی تهران - فرمانده دانشکده افسری- معاونت ستاد کل دست یافت و در سال ۱۳۳۰ با درجهٔ سرلشکری به ریاست کل شهربانی و فرمانداری نظامی تهران گمارده شد. در دولت ملی محمد مصدق او از مناصب خود اخراج و به دلیل شرکت در اقدام علیه دولت بازداشت و تحت پیگرد قرار گرفت.
بعد از کودتای ۲۸ مرداد به مقاماتی مانند: فرماندهی سپاه فارس- سفارت کبرای ایران در پاکستان گمارده شد. او در سال ۱۳۳۷ با درجهٔ سپهبدی به معاونت ستاد بزرگ‌ارتشتاران و فرماندهی نیروی زمینی گمارده و در سال ۱۳۳۹ بعد از برکناری ارتشبد عبدالله هدایت با درجهٔ ارتشبدی به ریاست ستاد بزرگ‌ارتشتاران منصوب شد.
او بعد از مدتی به دلیل بیماری فراموشی در سال ۱۳۴۴ از سمتش عزل شد و در سال ۱۳۴۸ خودکشی کرد.
سپهبد عزیزالله پالیزبان بر این عقیده است که وی در زمان تیمسار حاج‌علی رزم‌آرا و زمان ترور محمدرضا پهلوی قصد کودتا و تسلط بر کشور را داشته‌است.